# くじら橋

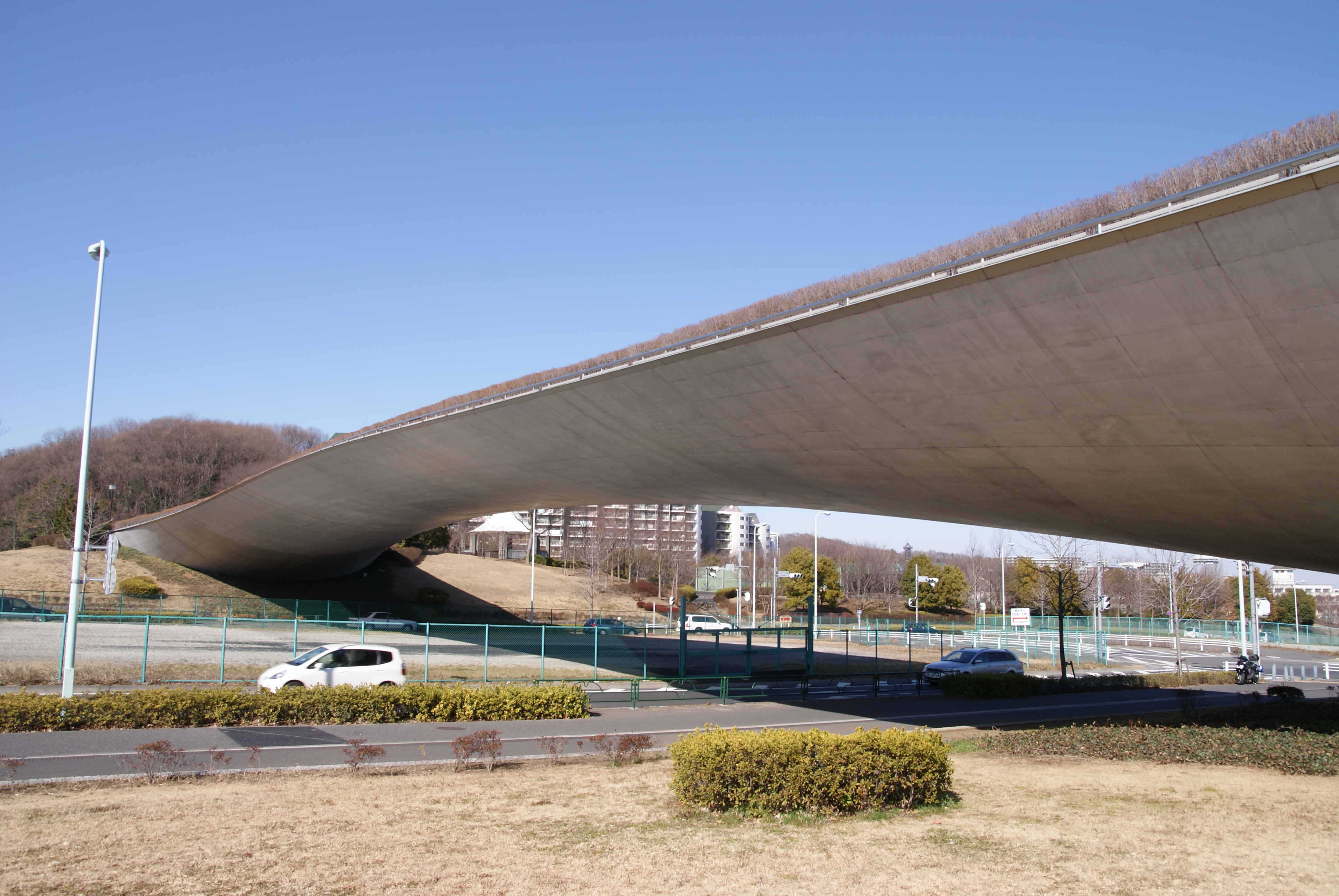
くじら橋 (2009年2月)

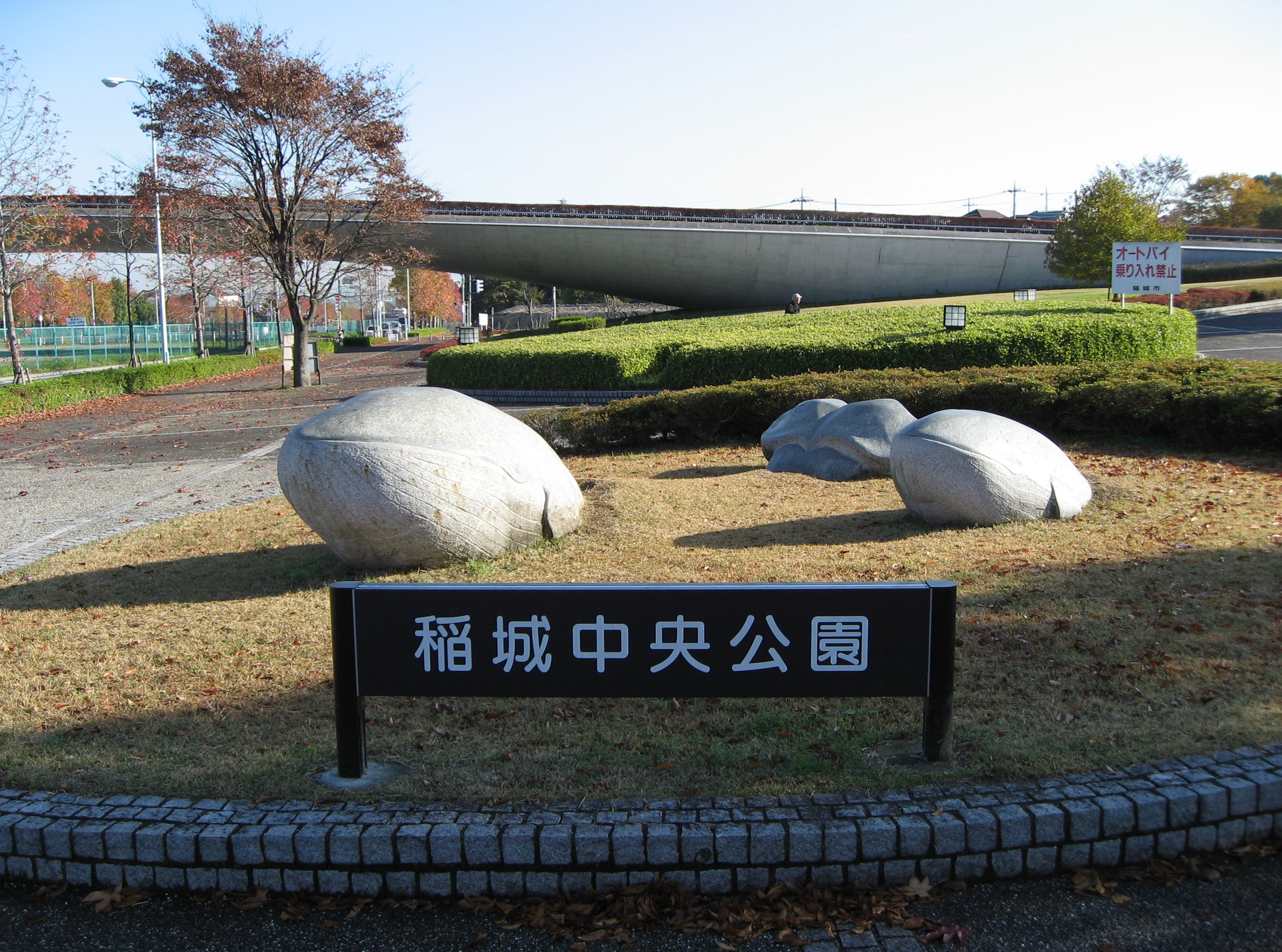
鯨の親子の石像とくじら橋 (2008年11月)

くじら橋（くじらばし）は東京都稲城市に在し、稲城中央公園と稲城第二公園を結ぶ歩道橋として、南多摩尾根幹線道路を跨ぐように建設された。橋の断面はシャープな曲線の舟底の形をしており、桁高や幅員が3次元的に変化する世界的にもユニークな橋となっている。1997年度、土木学会田中賞（作品部門）を受賞した。南多摩尾根幹線道路を跨ぐ歩道橋としては、最も個性的な橋と言える。名称は、市民への公募により命名された。
橋の直下を歩くと、橋の底のコンクリート面が鯨の胴体を思わせる曲線美を醸し出している。夜は両端が下からライトアップされ、橋体が白く浮かび上がる。近くには、鯨の親子の石像があり、見る者の目を楽しませてくれる。
橋の上の歩道の両脇にはツツジを配した植木があり、眼下には南多摩尾根幹線道路とその広い中央分離帯が見える。晴れた日には遠く東方向に、新宿のビル群や六本木ヒルズ、東京スカイツリー、東京タワー、レインボーブリッジなどの都心の風景を見渡すことができる。

## 橋の概要
- 橋梁形式

PC単径間固定式門形ラーメン橋
- 橋長 107m
- 支間 100.5m（本形式では日本最大）
- 幅員 24.4～16.8m
- 着工 1995年（平成7年）3月
- 竣工 1997年（平成9年）7月
- 事業主体 住宅・都市整備公団（現・都市再生機構）
- 施工 錢高組・地崎工業共同企業体